# Max Adler (Schriftsteller)
Max Anton Adler (* 13. März 1877 in Wien; † 5. November 1968 in Rom) war ein deutscher Journalist und Schriftsteller.

## Leben und Wirken
Adler war ein aus Wien stammender Journalist und der Sohn von Leopold Adler und dessen Ehefrau Pauline geborene Beer. Adler studierte und promovierte zum Dr. phil. Er zog spätestens zu Beginn des 20. Jahrhunderts nach Steglitz, wo er als Schriftsteller wirkte und 1908 seine aus dem Königreich Böhmen stammende Ehefrau Marianne Rambauske heiratete, mit der er bereits 1904 ein voreheliches Kind hatte und die 1926 starb. Später lebte er einige Jahre in Dresden und ging nach Ende des Zweiten Weltkrieges nach Rom, wo er 1968 starb.

## Schriften (Auswahl)
- Die Tanzsinfonie. 1914.
- Das neue Reich. 1920.
- (Mitautor): Zerstörung der Persönlichkeit. Maxim Gorki. Aufsätze. Dresden 1922.
- Die Katastrophe der Sicherheit. 1923.
- Fabrik u. Zuchthaus. 1923.